# Prionostemma albipalpe
Prionostemma albipalpe is een hooiwagen uit de familie Sclerosomatidae.